# Une offrande musicale
Pour plus de détails, voir Fiche technique et Distribution.
Une offrande musicale (Mein Name ist Bach) est un film franco-germano-suisse réalisé par Dominique de Rivaz, sorti en 2003 qui narre la rencontre de Jean-Sébastien Bach et de Frédéric II de Prusse en 1747 à l’origine de la composition de L'Offrande musicale.

## Synopsis
Le film narre la rencontre le 7 mai 1747 à Potsdam entre le compositeur Jean-Sébastien Bach à 62 ans avec le roi de Prusse âgé de 33 ans au cours de laquelle celui-ci aurait imaginé le thème de l’Offrande musicale.
Cette rencontre est un fait attesté par les journaux de l’époque, rappelé par Frédéric II lui-même et par les fils de Bach.
Cependant, certains points de cette rencontre restent incertains. Le roi a-t-il joué intégralement le thème ? Celui-ci a-t-il été modifié, complété ou imaginé totalement par Bach ?
Le film propose une version moyenne entre ces deux extrêmes, thème royal ou composition de Bach.
Une des premières scènes situées un jour précédant le 7 mai présente le roi imaginant, par essais successifs à la flûte, le thème qui sera proposé au roi.
Celui-ci amorcé par quelques notes hésitantes au clavier par Frédéric II au cours de la rencontre est immédiatement repris et complété par Bach.
Jean-Sébastien Bach oppose ensuite un refus net à la demande du roi d’improviser une fugue à 6 voix.
On assiste avant cette scène centrale à l'essai par Jean-Sébastien Bach de nouveaux piano-forte du constructeur Johann Gottfried Silbermann.
Le compositeur leur trouve des qualités mais les estime encore très imparfaits.
Autour de cette rencontre se déroule une intrigue complexe mettant en scène la famille du roi et celle du musicien, deux fils de Jean-Sébastien, Wilhelm Friedemann et Carl Philipp Emanuel, compositeurs à la cour de Potsdam, accompagnateurs du roi flûtiste, sa belle-fille Johanna, la sœur du roi Anne-Amélie, son père Frédéric-Guillaume Ier, le compositeur Johann Joachim Quantz.

## Fiche technique
- Titre : Mein Name ist Bach
- Réalisation : Dominique de Rivaz
- Scénario : Dominique de Rivaz, Jean-Luc Bourgeois et Leo Raat
- Son : René Brunot
- Montage : Isabel Meier
- Musique : Frédéric Devreese
- Production : Télévision Suisse Romande
- Pays :  France,  Allemagne,  Suisse
- Langue : allemand
- Doublage : français, anglais
- Format :
- Genre : musical
- Durée : 97 minutes
- Date de sortie : 
  - France : 16 octobre 2003 (Paris German Film Festival)
  - 2004[Où ?]

## Distribution
- Vadim Glowna : Jean-Sébastien Bach
- Jürgen Vogel : Frédéric II de Prusse
- Anatole Taubman : Wilhelm Friedemann Bach
- Karoline Herfurth : la princesse Anne-Amélie
- Paul Herwig : Emanuel Bach
- Philippe Vuilleumier : Johann Joachim Quantz
- Michel Cassagne : Voltaire
- Gilles Tschudi : le secrétaire Goltz
- Patrice-Luc Doumeyrou : Maupertuis
- Antje Westermann (de) : Johanna Bach

## Tournage
Le film est illustré par des musiques de l’époque (du roi lui-même, de Johann Joachim Quantz, et de Carl-Philipp-Emmanuel) et baigné par le thème de l’Offrande musicale base de la composition originale de Frédéric Devreese.

## Distinctions
En 2004, le film a remporté le Prix du cinéma suisse dans la catégorie Meilleur film et Meilleur acteur Gilles Tschudi, une nomination, et dans la catégorie Meilleur second rôle pour Anatole Taubman.

## Sortie en DVD
Le film est sorti en DVD en 2006.